# Moules-frites
Pour les articles homonymes, voir Moule et Marinière.
Les moules-frites sont une spécialité culinaire traditionnelle emblématique de la cuisine belge et nordiste, à base de moules marinières et de frites.
Les moules-frites sont aussi très consommées dans les restaurants de bord de mer, par exemple sur le port de Toulon où on retrouve les moules-frites à la provençale (sauce tomate), les moules-frites sauce curry, les moules-frites sauce poulette (à la crème) ou encore les moules-frites sauce tortue (curry, crème, surimi, poivrons, oignons).

## Histoire
Les moules-frites sont servies pour la première fois en 1875, dans la friture Fritz du champ de foire de Liège,,,.
Le plat est devenu avec le temps le mets identitaire national belge. Selon un sondage réalisé en 2011, pour le journal quotidien La Voix du Nord, les moules-frites représentent le mieux cette région avec les beffrois à 34 %. Lors du sondage de 2008, le mets arrive second à 35 % derrière les beffrois à 41 %.

## Composition

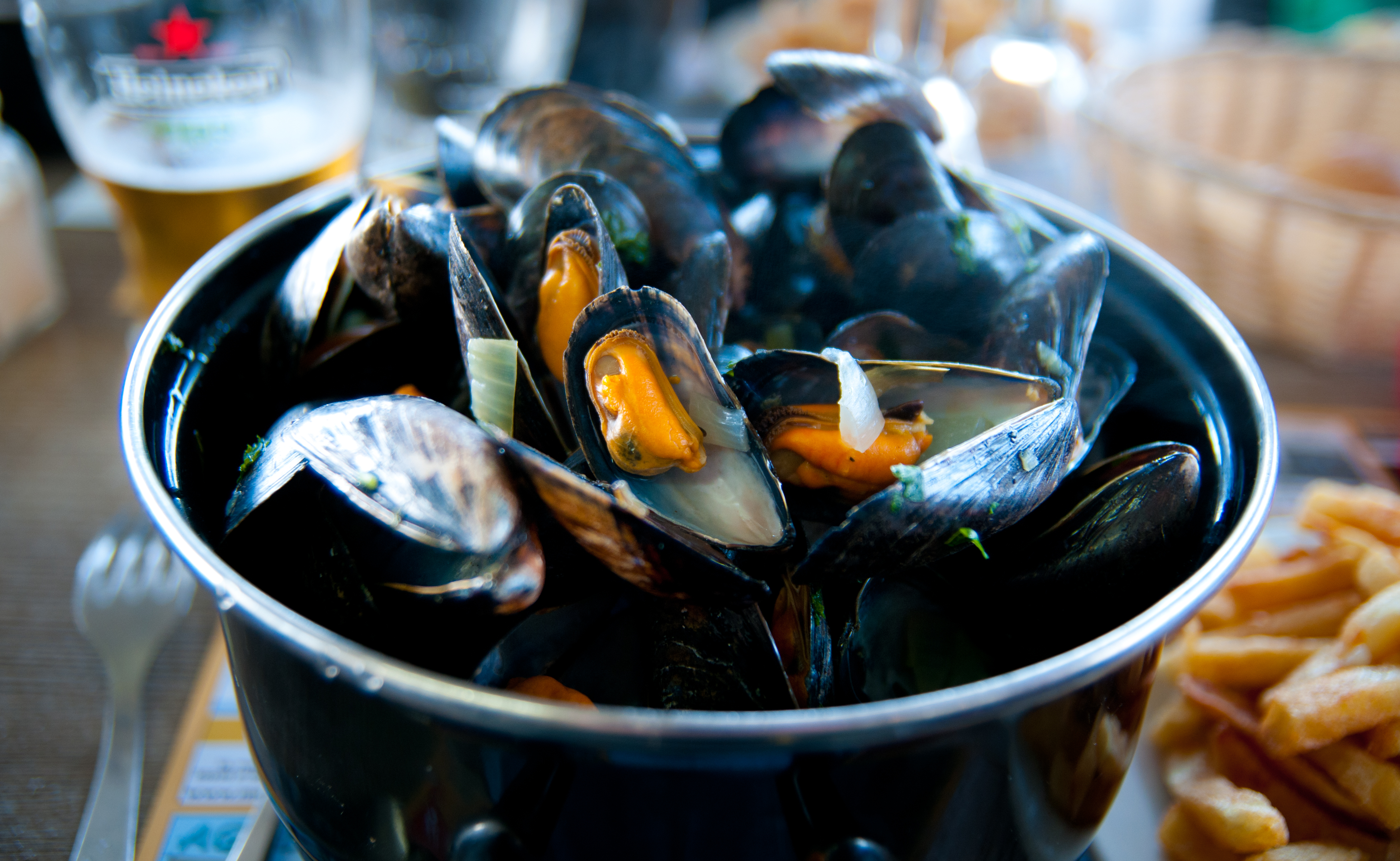

Les doses varient en fonction des recettes,,. Côté calories, une dose de moules d'un litre, associée à 150 grammes de frites, contient entre 500 et 600 kilocalories auxquelles s'ajoutent celles de la mayonnaise (ou autre sauce) et boissons d'accompagnement.
La portion de moules est généralement de un kilogramme par personne ; elle est souvent servie à chaque convive dans la marmite individuelle de cuisson.

### Moules marinières frites

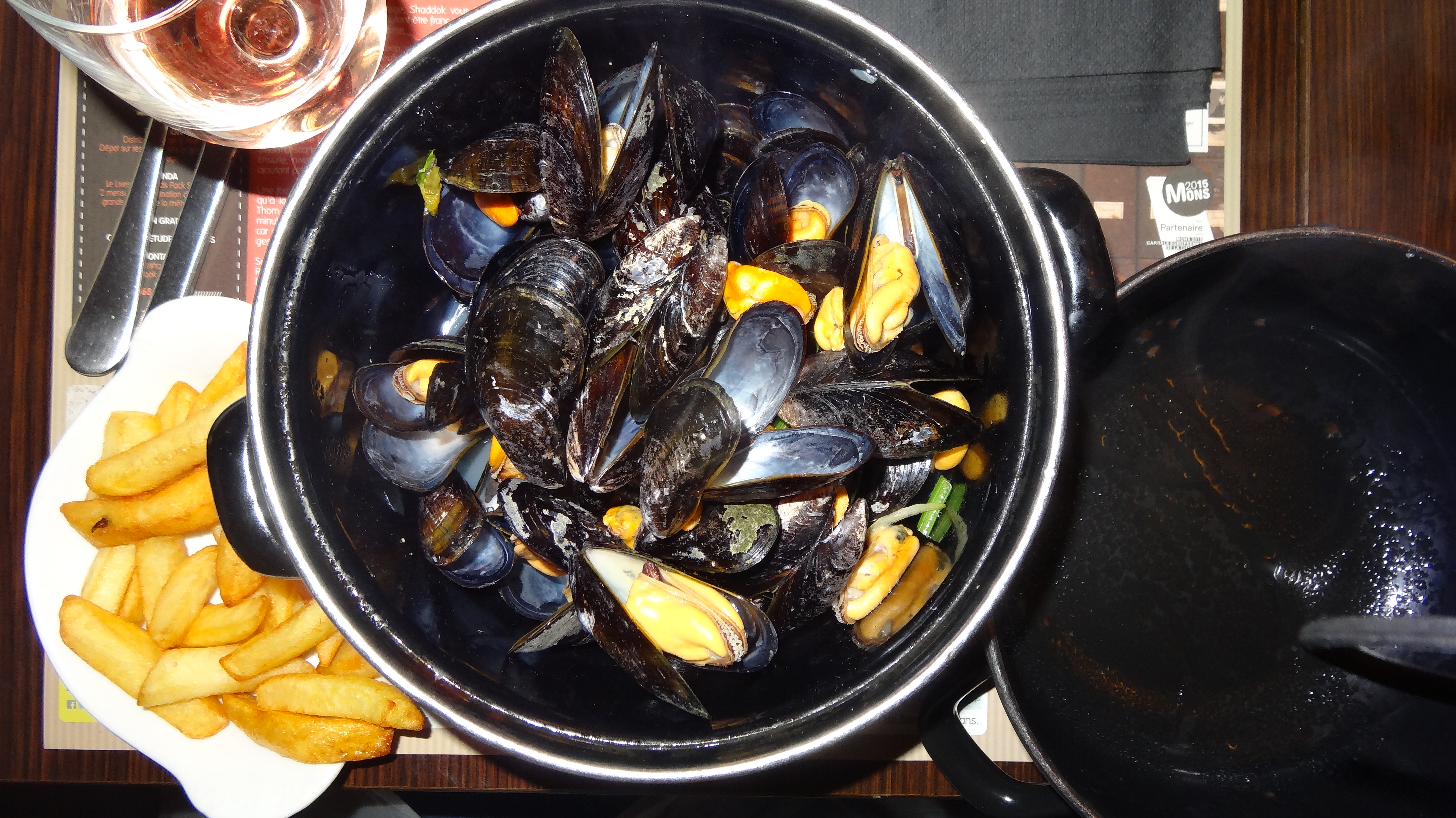

La manière de cuisiner les moules modifie la recette. Les variantes les plus communes sont les suivantes : 
- moules marinière : certainement la recette la plus répandue où les moules sont cuites dans du vin, des échalotes, du persil et du beurre ;
- moules nature : les moules sont cuites à la vapeur avec du beurre, du céleri et des poireaux ;
- moules à la crème : les moules sont cuites dans une sauce au vin épaissie avec de la farine et de la crème ;
- moules parquées[12] : recette originaire de Bruxelles où les moules sont servies crues avec une sauce moutarde, vinaigrée et coupée à l'eau[13] ;

- moules à la bière[14] : les moules sont cuites dans une sauce à base de bière à la place du vin blanc traditionnel ;
- moules à l'ail : les moules sont cuites avec de l'ail émincé ;
- moules au jus : les moules au jus sont marinées dans un jus parfumé, le plus souvent avec du basilic ou du persil, avant d'être cuites à la vapeur.

## Consommation

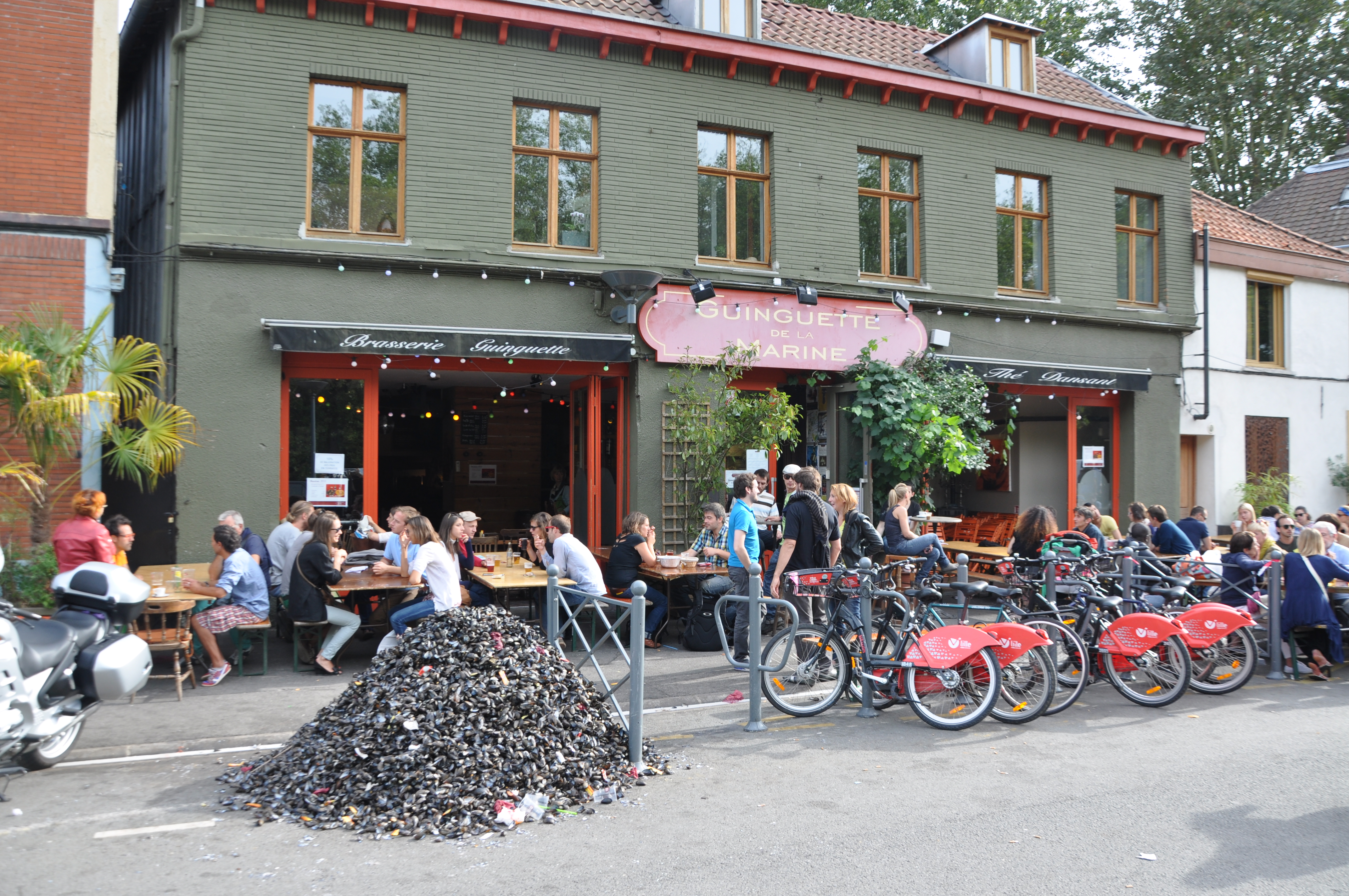
Un tas de moules d'une brasserie-guinguette de la braderie de Lille.

Les moules-frites sont servies partout en Belgique, de la côte belge au fond de l'Ardenne. En France, le mets est courant dans le Nord-Pas-de-Calais. Il s'agit du plat typique de la braderie de Lille. En 2009, cinq cents tonnes de moules et trente tonnes de frites ont été consommées durant celle-ci. Durant ce week-end, les restaurateurs font un tas des moules englouties devant leur établissement ; la majorité du temps, le restaurant Aux moules (rue de Béthune) et La Chicorée (place Rihour) ont les plus gros.

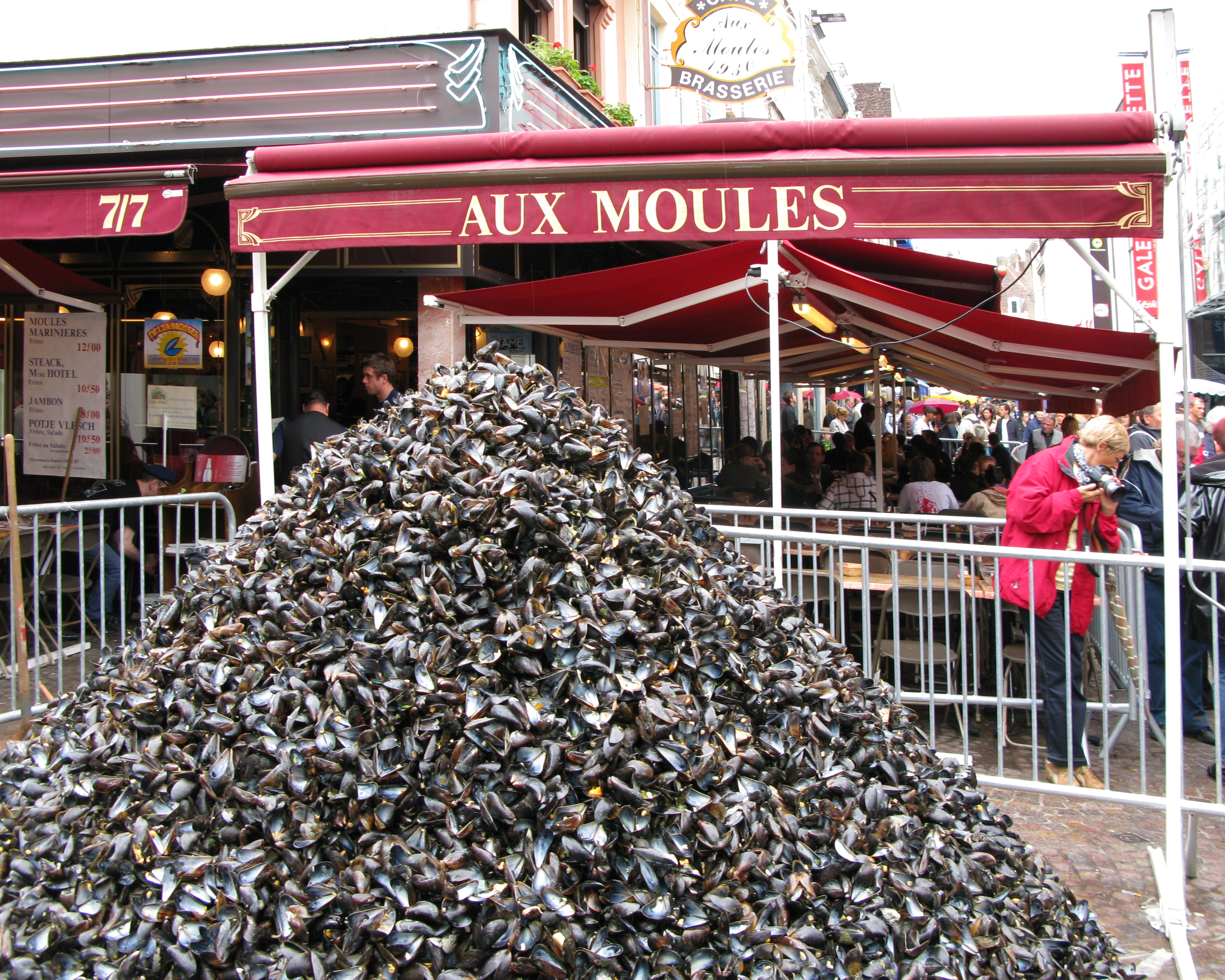
Tas de moules vide de la brasserie Aux moules de la braderie de Lille.

En 2008, TNS Sofres réalise un sondage parmi les gens du Nord. Les moules-frites arrivent en seconde position avec 25 %. Le plat est devancé par le steak frites qui recueille 33 %. En France, selon le même sondage TNS-Sofres, les moules-frites arrivent en seconde place parmi les plats préférés des Français à 20 %. Il est devancé d'un point par le magret de canard.
Le plat peut être consommé avec une bière blonde d'abbaye, ou un vin blanc sec ; le vin rouge étant à éviter à cause des tanins,. Au niveau des sauces, en plus de la sauce marinière qui accompagne déjà les moules, il est possible de rajouter de la mayonnaise avec les frites.
Les moules-frites sont également la spécialité de la chaîne de restauration belge Chez Léon.